# Ida di Sassonia-Meiningen
Ida di Sassonia-Meiningen (Meiningen, 25 giugno 1794 – Weimar, 4 aprile 1852) fu una principessa di Sassonia-Meiningen.

## Biografia
Ida di Sassonia-Meiningen nacque a Meiningen, in Germania, il 25 giugno 1794. Era figlia del duca Giorgio I di Sassonia-Meiningen e di Luisa Eleonora di Hohenlohe-Langenburg.
Ebbe con i fratelli Adelaide, regina d'Inghilterra, e Bernardo, duca di Sassonia-Meiningen nel 1803, un rapporto molto stretto.
Dai genitori venne educata a compiere opere di carità. Con la madre e la sorella andò in missione umanitaria durante gli anni di guerra tra il 1814 e il 1815.
Venne data in sposa al cugino Bernardo di Sassonia-Weimar-Eisenach che sposò a Meiningen il 30 maggio 1816.
Suo marito era generale nei Paesi Bassi. Durante i suoi spostamenti attraverso le guarnigioni, veniva seguito da tutta la famiglia. In ogni luogo in cui si trovava Ida divenne popolare per le sue opere caritative.
Morì di polmonite nel 1852 e venne sepolta nella cripta reale di Weimar.

## Discendenza
Ida e Bernardo ebbero otto figli:
- Luisa Guglielmina Adelaide (Gand, 31 marzo 1817 – Castello di Windsor, 11 luglio 1832);
- Guglielmo Carlo (Gand, 25 giugno 1819 – Nymwegen, 22 maggio 1839);
- Amalia Augusta Cecilia (Gand, 30 maggio 1822 – Gand, 16 giugno 1822);
- Guglielmo Augusto Edoardo (Londra, 11 ottobre 1823 – Londra, 16 novembre 1902); il 27 novembre 1851, a Londra, sposò Lady Augusta Gordon-Lennox (1827-1904), figlia di Charles Gordon-Lennox, 5º duca di Richmond;
- Ermanno Bernardo Giorgio (Schloß Altenstein, 4 agosto 1825 – Berchtesgaden, 31 agosto 1901); sposò la principessa Augusta di Württemberg (1826-1898) il 17 giugno 1851 a Friedrichshafen;
- Federico Gustavo Carlo (Zeewerghem, 28 giugno 1827 – Vienna, 6 gennaio 1892); sposò a Vienna, il 14 febbraio 1870 Pierina Marocchia, nobile di Marcaini (1845-1879), creata Principessa di Neuperg il 23 maggio 1872;
- Anna Amalia Maria (Zeewerghem, 9 settembre 1828 – Liebenstein, 14 luglio 1864);
- Amalia Maria da Gloria Augusta (Gand, 20 maggio 1830 – Wolferdingen, 1º maggio 1872); il 19 maggio 1853 sposò a Weimar il principe Enrico di Orange-Nassau (1820-1879).

## Ascendenza
|                                           |                               |                                               | Genitori                                   |  |  | Nonni |  |  | Bisnonni                         |  |  | Trisnonni                             |  |
|                                           |                               |                                               |                                            |  |  |       |  |  | Bernardo I di Sassonia-Meiningen |  |  | Ernesto I di Sassonia-Gotha-Altenburg |  |
|                                           |                               |                                               |                                            |  |  |       |  |  | Bernardo I di Sassonia-Meiningen |  |  | Ernesto I di Sassonia-Gotha-Altenburg |  |
|                                           |                               | Elisabetta Sofia di Sassonia-Altenburg        |                                            |  |  |       |  |  | Bernardo I di Sassonia-Meiningen |  |  |                                       |  |
| Antonio Ulrico di Sassonia-Meiningen      |                               |                                               |                                            |  |  |       |  |  | Bernardo I di Sassonia-Meiningen |  |  |                                       |  |
|                                           |                               | Elisabetta Eleonora di Brunswick-Wolfenbüttel | Antonio Ulrico di Brunswick-Lüneburg       |  |  |       |  |  |                                  |  |  |                                       |  |
|                                           |                               | Elisabetta Eleonora di Brunswick-Wolfenbüttel | Antonio Ulrico di Brunswick-Lüneburg       |  |  |       |  |  |                                  |  |  |                                       |  |
|                                           |                               | Elisabetta Eleonora di Brunswick-Wolfenbüttel | Giuliana di Holstein-Norburg               |  |  |       |  |  |                                  |  |  |                                       |  |
| Giorgio I di Sassonia-Meiningen           |                               | Elisabetta Eleonora di Brunswick-Wolfenbüttel |                                            |  |  |       |  |  |                                  |  |  |                                       |  |
|                                           |                               | Carlo I d'Assia-Philippsthal                  | Filippo d'Assia-Philippsthal               |  |  |       |  |  |                                  |  |  |                                       |  |
|                                           |                               | Carlo I d'Assia-Philippsthal                  | Filippo d'Assia-Philippsthal               |  |  |       |  |  |                                  |  |  |                                       |  |
|                                           |                               | Carlo I d'Assia-Philippsthal                  | Caterina di Solms-Laubach                  |  |  |       |  |  |                                  |  |  |                                       |  |
| Carlotta Amalia d'Assia-Philippsthal      |                               | Carlo I d'Assia-Philippsthal                  |                                            |  |  |       |  |  |                                  |  |  |                                       |  |
|                                           |                               | Cristina di Sassonia-Eisenach                 | Giovanni Guglielmo di Sassonia-Eisenach    |  |  |       |  |  |                                  |  |  |                                       |  |
|                                           |                               | Cristina di Sassonia-Eisenach                 | Giovanni Guglielmo di Sassonia-Eisenach    |  |  |       |  |  |                                  |  |  |                                       |  |
|                                           |                               | Cristina di Sassonia-Eisenach                 | Cristina Giuliana di Baden-Durlach         |  |  |       |  |  |                                  |  |  |                                       |  |
| Ida di Sassonia-Meiningen                 |                               | Cristina di Sassonia-Eisenach                 |                                            |  |  |       |  |  |                                  |  |  |                                       |  |
|                                           | Luigi di Hohenlohe-Langenburg | Alberto Volfango di Hohenlohe-Langenburg      |                                            |  |  |       |  |  |                                  |  |  |                                       |  |
|                                           | Luigi di Hohenlohe-Langenburg | Alberto Volfango di Hohenlohe-Langenburg      |                                            |  |  |       |  |  |                                  |  |  |                                       |  |
|                                           | Luigi di Hohenlohe-Langenburg | Sofia Amalia di Nassau-Saarbrücken            |                                            |  |  |       |  |  |                                  |  |  |                                       |  |
| Cristiano Alberto di Hohenlohe-Langenburg | Luigi di Hohenlohe-Langenburg |                                               |                                            |  |  |       |  |  |                                  |  |  |                                       |  |
|                                           |                               | Eleonora di Nassau-Saarbrücken                | Luigi Crato di Nassau-Saarbrücken          |  |  |       |  |  |                                  |  |  |                                       |  |
|                                           |                               | Eleonora di Nassau-Saarbrücken                | Luigi Crato di Nassau-Saarbrücken          |  |  |       |  |  |                                  |  |  |                                       |  |
|                                           |                               | Eleonora di Nassau-Saarbrücken                | Filippa Enrichetta di Hohenlohe-Langenburg |  |  |       |  |  |                                  |  |  |                                       |  |
| Luisa Eleonora di Hohenlohe-Langenburg    |                               | Eleonora di Nassau-Saarbrücken                |                                            |  |  |       |  |  |                                  |  |  |                                       |  |
|                                           |                               | Federico Carlo di Stolberg-Gedern             | Ludovico Cristiano di Stolberg             |  |  |       |  |  |                                  |  |  |                                       |  |
|                                           |                               | Federico Carlo di Stolberg-Gedern             | Ludovico Cristiano di Stolberg             |  |  |       |  |  |                                  |  |  |                                       |  |
|                                           |                               | Federico Carlo di Stolberg-Gedern             | Cristina di Meclemburgo-Güstrow            |  |  |       |  |  |                                  |  |  |                                       |  |
| Carolina di Stolberg-Gedern               |                               | Federico Carlo di Stolberg-Gedern             |                                            |  |  |       |  |  |                                  |  |  |                                       |  |
|                                           |                               | Luisa di Nassau-Saarbrücken                   | Luigi Crato di Nassau-Saarbrücken          |  |  |       |  |  |                                  |  |  |                                       |  |
|                                           |                               | Luisa di Nassau-Saarbrücken                   | Luigi Crato di Nassau-Saarbrücken          |  |  |       |  |  |                                  |  |  |                                       |  |
|                                           |                               | Luisa di Nassau-Saarbrücken                   | Filippa Enrichetta di Hohenlohe-Langenburg |  |  |       |  |  |                                  |  |  |                                       |  |
|                                           |                               | Luisa di Nassau-Saarbrücken                   |                                            |  |  |       |  |  |                                  |  |  |                                       |  |